# Il re leone 3 - Hakuna Matata
Il re leone 3 - Hakuna Matata (The Lion King 1½) è un film d'animazione direct-to-video del 2004, diretto da Bradley Raymond, prodotto da Walt Disney Pictures e DisneyToon Studios e uscito negli Stati Uniti d'America il 10 febbraio 2004, distribuito dalla Buena Vista Home Entertainment. 
Il film è parte del franchise de Il re leone ed è un prequel, midquel e spin-off del Classico Disney Il re leone del 1994 e segue i personaggi Timon e Pumbaa e il loro coinvolgimento attorno al film originale. Infatti i due personaggi cercano di raccontare alla gente la storia del primo film dal loro punto di vista, senza neanche sapere che c'erano anche loro all'inizio della storia.
Con un punteggio di 78% di gradimento su Rotten Tomatoes, è il film direct-to-video della Disney meglio accolto dalla critica.

## Trama

Pumbaa, Simba e Timon in una scena del film

Timon e Pumbaa stanno riguardando Il re leone in un cinema vuoto. Timon vuole passare direttamente alla parte del loro debutto, ma Pumbaa vuole andare in ordine, allora Timon svela che loro due, anche se non comparivano fin dall'inizio del film, ci sono sempre stati, e decide di raccontare la loro storia, mostrando che erano nascosti prima della loro comparsa anche se nessuno li vedeva; decide anche di raccontare le loro origini ed il loro incontro.
Timon mostra a Pumbaa il suo background storico, rivelando di essere stato un emarginato nella sua colonia di suricati alla periferia delle Terre del Branco (dedita unicamente all'attività di scavo di gallerie), in quanto non riusciva a svolgere bene qualsiasi compito gli venisse assegnato (Nel primo film durante Hakuna Matata Timon avrebbe dovuto raccontarlo a Simba in un brano). Pur venendo sostenuto dalla madre, Timon desidera di più nella vita e lascia la colonia dopo che i suricati e suo zio Max vengono quasi mangiati dalle iene Shenzi, Banzai e Ed (alle quali Timon stesso, distraendosi a cantare una canzone mentre svolgeva il ruolo di sentinella, aveva permesso di entrare nella colonia). Una volta partito, Timon incontra il mandrillo Rafiki, che gli consiglia di trovare il suo posto nel mondo attraverso l'Hakuna Matata e di "guardare oltre ciò che vede". Dopo aver osservato la Rupe dei Re in lontananza e aver deciso di avventurarsi là, Timon si aggira per l'erba alta e incontra Pumbaa per la prima volta, anche lui emarginato dagli altri animali; i due diventano amici molto rapidamente.
Il duo arriva alla Rupe dei Re durante la presentazione di Simba agli animali delle Terre del Branco. Tuttavia, Pumbaa informa Timon di sentirsi a disagio tra la folla, ed emette una flatulenza che fa letteralmente svenire gli animali lì vicino, facendo in modo che il resto di loro creda che si siano inginocchiati e si inginocchi a sua volta. Timon si rende conto che questo è il "potere speciale" di Pumbaa che gli fa allontanare gli animali, come Pumbaa aveva accennato al loro primo incontro. Timon e Pumbaa quindi cercano diversi altri luoghi in cui vivere, intercettando gli eventi importanti del film. Rimangono infine intrappolati nella fuga degli gnu dove Mufasa trova la morte, ma sopravvivono dopo essere caduti giù da una grande cascata e aver trovato una vasta giungla dove decidono di fare la loro casa. Timon poi viene a sapere della filosofia dell'Hakuna Matata di Pumbaa, abbracciandola al meglio. Tuttavia, un giorno i due trovano Simba e lo crescono come proprio, nonostante gli effetti negativi dell'Hakuna Matata.
Anni dopo, Nala appare dopo aver inseguito Pumbaa e si ricongiunge con Simba. Timon e Pumbaa cercano di evitare che i due leoni stiano insieme, ma non riescono nel loro piano. Vedono poi Simba fuggire dopo la sua lite fuori campo con Nala; Timon festeggia, mentre Pumbaa si sente colpevole. Più tardi, Nala appare spiegando a loro due dove è andato Simba, dopo che Rafiki aveva spiegato che era fuggito per sfidare Scar. Dopo che Nala va a seguire Simba, Pumbaa litiga con Timon, che è arrabbiato per l'abbandono di Simba, e i due si separano. Inizialmente Timon egoisticamente dichiara che, ora che è rimasto solo, ha tutto quello che voleva nella giungla, ma ben presto la solitudine comincia a sopraffarlo. Rafiki appare a Timon, ma il suricato gli impedisce di parlare e, mentre finge di avere una conversazione tra lui e il mandrillo (imitando quest'ultimo), Timon si rende conto che il suo Hakuna Matata non è una casa, ma l'amicizia, spingendolo a seguire i suoi amici.
Timon raggiunge Pumbaa, che sta attraversando il deserto, e i due si riconciliano, prima di rimettersi in cammino per la Rupe dei Re. Dopo aver aiutato Simba e Nala, Timon e Pumbaa eludono le iene e incontrano la madre di Timon e lo zio Max, che sono venuti in cerca di Timon (dopo che la madre aveva incontrato Rafiki in precedenza). Volendo aiutare Simba, Timon propone di sbarazzarsi delle iene utilizzando i tunnel scavati dai suricati, Timon e Pumbaa provocano le iene in modo che li inseguano in modo da permettere a Simba di inseguire Scar. Mentre Simba combatte Scar, la mamma e lo zio Max costruiscono un tunnel sotto di loro e Timon e Pumbaa utilizzano varie tattiche per distrarre le iene, le quali si erano fermate ad ascoltare Scar che le tradiva cercando di incolpare loro per la morte di Mufasa in modo che Simba lo risparmi provocando l'ira delle iene che lo lasciano in balia di Simba e ora sono tornati ad attaccare Timon e Pumbaa non essendosi dimenticati del loro insulto. Quando i tunnel sono finiti, Max abbatte rapidamente i bastoni usati per tenere in piedi il tunnel per far crollare il terreno; tuttavia l'ultimo palo non crolla e il piano fallisce. Messo nuovamente con le spalle al muro dalle iene, Timon si immerge sottoterra e mentre le iene si avvicinano ai suoi compagni si affretta velocemente a rompere i bastoni rimanenti, salvando la sua famiglia e la Rupe dei Re. Subito dopo, Scar viene gettato fuori della Rupe dei Re da Simba e cade nello stesso posto delle iene, che lo uccidono per averle tradite. Simba accetta il suo posto come re delle Terre del Branco, ringraziando Timon e Pumbaa per averlo aiutato. Timon porta poi la madre, lo zio Max e la colonia di suricati a vivere nella giungla, rendendosi conto che il suo vero Hakuna Matata è la famiglia. I suricati e Pumbaa festeggiano con Simba, lodando Timon come loro eroe per aver trovato loro un rifugio bello e sicuro e per averli liberati per sempre delle iene. Nella scena finale del film, la mamma di Timon, lo zio Max, Simba, Rafiki e tanti altri personaggi Disney in silhouette che non fanno parte del film (molti di loro furono doppiati da molti doppiatori accreditati nelle voci aggiuntive: Carolyn Gardner, Jeff Bennett, Del Roy, Bob Joles, Kevin Schon, Bill Farmer, Corey Burton, Chris Sanders, Tony Anselmo, Blayne Weaver e Shaun Fleming) si uniscono a Timon e Pumbaa per rivedere il film nel cinema. Pumbaa poi informa Timon di sentirsi ancora a disagio tra la folla, prima che i titoli di coda compaiono.

## Personaggi
- Timon: un suricato migliore amico di Pumbaa. Anche se un po' egocentrico, egoista e distratto, Timon mostra una forte lealtà verso i suoi amici. È il protagonista. Nella versione originale fu doppiato da Nathan Lane.
- Pumbaa: un facocero migliore amico di Timon. Anche se lento di comprendonio, è molto empatico e pronto a fidarsi ed essere amico di chiunque. È anche agorafobico e quando si trova in mezzo alla folla si sente a disagio ed emette del gas dal cattivo odore. Nella versione originale fu doppiato da Ernie Sabella.
- Mamma: la solidale madre di Timon. È molto protettiva e attaccata a suo figlio, cercando spesso di farlo accettare tra la colonia, ma non ha mai successo, doppiata nella versione originale da Julie Kavner.
- Zio Max: paranoico ed eccentrico ma ben intenzionato zio di Timon. Inizialmente dubita delle capacità di Timon, ma si ricrede al culmine del film. Egli fu doppiato nella versione originale da Jerry Stiller.
- Simba: figlio di Mufasa e Sarabi, nipote di Scar, marito di Nala e re delle Terre del Branco. Nella versione inglese, egli fu doppiato da Matthew Broderick (da adulto) e Matt Weinberg (da giovane).
- Rafiki: il mandrillo che insegna a Timon l'Hakuna Matata e gli dà la fede in sé stesso per fare quello che sogna. Nella versione originale, fu doppiato da Robert Guillaume.
- Nala: amica d'infanzia di Simba che diventa capo delle leonesse delle Terre del Branco per aiutare Timon, Pumbaa, Mamma, lo zio Max e il loro amico Simba a sconfiggere il terribile Scar e le iene per riconquistare la Rupe dei Re e fare in modo che Simba e lei diventassero re e regina. Essa fu doppiata nella versione originale da Moira Kelly.
- Shenzi, Banzai e Ed: un trio di iene che sono i nemici della colonia di suricati di Timon prima di allearsi con Scar. Essi furono doppiati nella versione inglese da Whoopi Goldberg, Cheech Marin e Jim Cummings.
- Zazu: un bucero beccogiallo che è il fedele consigliere di Mufasa prima e di Simba poi. Egli fu doppiato nella versione inglese da Edward Hibbert, sostituendo Rowan Atkinson che lo aveva doppiato nel film originale.
- Bruciaferro: un suricato che, nonostante il suo carattere pauroso e piagnone, svolgeva il compito di sentinella della colonia prima che Timon prendesse il suo posto. Fu doppiato nella versione originale da Jason Rudofsky.

## Doppiaggio
| Personaggio           | Doppiatore originale | Doppiatore italiano |
| --------------------- | -------------------- | ------------------- |
| Timon                 | Nathan Lane          | Tonino Accolla      |
| Pumbaa                | Ernie Sabella        | Mirko Pontrelli     |
| Madre di Timon        | Julie Kavner         | Paola Giannetti     |
| Zio Max               | Jerry Stiller        | Renato Cecchetto    |
| Simba                 | Matthew Broderick    | Riccardo Rossi      |
| Simba da giovane      | Matt Weinberg        | Gabriele Patriarca  |
| Rafiki                | Robert Guillaume     | Sergio Fiorentini   |
| Nala                  | Moira Kelly          | Barbara De Bortoli  |
| Shenzi                | Whoopi Goldberg      | Rita Savagnone      |
| Banzai                | Cheech Marin         | Marco Guadagno      |
| Ed                    | Jim Cummings         |                     |
| Zazu                  | Edward Hibbert       | Roberto Del Giudice |
| Bruciaferro (Flinchy) | Jason Rudofsky       | Massimo Bitossi     |

### Edizione italiana
L'edizione italiana del film venne curata dalla Disney Character Voices International. Il doppiaggio, eseguito dalla Royfilm, fu diretto da Leslie La Penna su dialoghi di Giorgio Tausani. La parte musicale del film è a cura di Ermavilo. Il cast vocale del primo film torna quasi al completo, con alcuni cambiamenti:
- Tonino Accolla interpreta anche le parti cantate di Timon, ad eccezione della canzone Il leone si è addormentato di cui viene riutilizzato l'audio dal primo film che era eseguita da un altro doppiatore, Roberto Stafoggia;
- Barbara De Bortoli sostituisce Laura Boccanera nelle parti parlate di Nala;
- Gabriele Patriarca sostituisce George Castiglia nelle parti parlate di Simba giovane. Nelle parti cantate rimane invece Castiglia, poiché è stato riutilizzato l'audio del primo film. Patriarca aveva già doppiato il leoncino nella canzone inedita "Il rapporto del mattino" del primo film.

## Accoglienza
L'aggregatore di recensioni Rotten Tomatoes riporta una percentuale di gradimento del 78%, basata su 15 recensioni professionali, con una valutazione media di 6,41.
Frank Lovece di TV Guide dichiarò che "questa rivisitazione de Il re leone dal punto di vista delle spalle comiche Timon e Pumbaa, è uno dei rari sequel direct-to-video Disney degni dell'originale". Continuò dicendo che "l'unico aspetto del film che si sente forzato è il posizionamento revisionista di Timon come patrigno del giovane Simba, che non ha eco emozionale nel primo film. La qualità dell'animazione è sorprendentemente impressionante; alcuni sfondi statici sono la concessione principale per un budget da piccolo schermo e i movimenti fluidi dei personaggi e le espressioni sono di gran lunga superiori a quelle, per esempio della serie TV a cartoni animati Timon e Pumbaa", e diede al film 3 stelle e mezza su 4.

## Riconoscimenti
- 2005 – Annie Award
  - Miglior produzione animata per l'home entertainment
  - Candidatura per la miglior colonna sonora a Don Harper, Lebo M., Johnny Clegg, Martin Erskine e Seth Friedman
- 2005 – Golden Reel Award
  - Candidatura per il miglior montaggio sonoro in un film home-video
- 2005 – Young Artist Awards
  - Candidatura per il miglior attore giovane a Matt Weinberg

## Edizioni home video

### VHS
La prima e unica edizione VHS del film uscì in Italia il 3 marzo 2004.

### DVD
La prima edizione DVD uscì il 3 marzo 2004, insieme a quella VHS. Si trattava di un'edizione a 2 dischi, ma era disponibile anche in disco singolo. La seconda edizione DVD è uscita il 30 novembre 2011, insieme alla prima edizione BD. Il DVD è disponibile anche in un cofanetto con la Diamond Edition de Il re leone e l'edizione speciale de Il re leone II - Il regno di Simba.

### Blu-ray
La prima edizione BD del film è uscita il 30 novembre 2011. Il BD è disponibile anche in un cofanetto con la Diamond Edition de Il re leone e l'edizione speciale de Il re leone II - Il regno di Simba.